# Дзаккария (род)
Дзаккария, также известны как Цаккариа (итал. Zaccaria) — генуэзская аристократическая семья.

## История
Родоначальником семьи считался Дзаккария Кастелло или Де Кастро, сын консула Генуи в 1202 г. Фульконе.
Семья дзаккария была очень известной семьей в Генуэзской республике. После Нимфейского договора 1261 года император Византии Михаил VIII Палеолог за оказанную помощь предоставил Генуе торговые привилегии. Дзаккария в 1275 году получили Фокею, первым синьором стал Эммануил. Фокея была важным торговым портом, а его внутренние районы были богаты квасцами, использовавшимися для дубления кожи и тканей.
В Генуе они установили тесные отношения с самыми важными семьями аристократии через браки:
- Ориетта Дзаккария вышла замуж за Рейнальдо Спинола
- Велоккия Дзаккария вышла замуж за Николозо Дориа.
- Палеолог Дзаккария женился на Джакомине Спиноле.
- Аргентина Дзаккария вышла замуж за Паолино Дориа
- Элиана Дзаккария вышла замуж за Андреоло Каттанео делла Вольта.

Дзаккария контролировали всю торговлю квасцами: от добычи и транспортировки до её переработки и продажи в основном во Фландрии.
После чередующихся событий, в результате которых Дзаккарии проиграли от рук венецианцев и отвоевали Фокею и остров Хиос, они также овладели островом Самос. Сын Бенедетто Палеолого в 1307 г. принял титул владыки Фокеи и Хиоса.
Ему наследовали два сына:
- Мартино Дзаккариа — синьор Хиоса, барон Велигости-Дамалы и Халандрицы
- Бенедетто II, власть, которая была подтверждена владением Само, Тенедо, Мармора, Митиленой и назначением Мартино королем и деспотом для себя и всех его потомков. В 1320 г. на наследнице герцогов Афинских Жаклин де ла Рош, получив в приданое баронства Велигости в Мессении и Дамала в Арголиде. Он умер в Измире в 1345 году. Его сын Чентурионе I Дзаккариа унаследовал титул барона Дамалы, Эстамиры был женат на представительнице болгарского царского рода Асеней. В 1355/1356 г. был назначен бальи княжества Ахейя, которую он занимал до своей смерти в 1382 г.[4][5]